# Tabla de los pueblos francos
Tabla de los pueblos francos (en alemán Fränkische Völkertafel) es un breve manuscrito en latín, que data aproximadamente del año 520, en el que se describe el presunto origen genealógico de ciertos pueblos, predominantemente germánicos, a partir de tres linajes. Los pueblos serían: ostrogodos, visigodos, vándalos, gépidos, sajones, burgundios, turingios, lombardos, bávaros, romanos, britanos, francos y alamanes.
La Tabla se denomina franca por el origen de su tradición manuscrita y no por el lugar de procedencia de la obra en sí. Su composición es similar a la de la Tabla de Naciones de la Biblia. Aunque se conservan diez manuscritos, la única obra medieval que la utiliza como fuente es la Historia Brittonum del siglo IX, que contribuyó asimismo a su difusión. También es la única obra conservada que se basa en la Germania de Tácito del siglo I y es también la primera fuente escrita que menciona al pueblo bávaro.

## Título
En 1851, el medievalista alemán Karl Viktor Müllenhoff le asignó el título por el que se la conoce generalmente: La tabla de los pueblos francos, en alemán Fränkische Völkertafel, al creer que había sido escrita por un franco de principios del siglo VI.Georg Heinrich Pertz, en la edición de la primera publicación del texto en 1824, lo denominó Populorum Germanorum generatio (La descendencia de los pueblos germánicos). A su vez, Müllenhoff, en su edición de la Germania de Tácito, la incluye como apéndice bajo el título Generatio regum et gentium (Hijos de los reyes y de los pueblos). Bruno Krusch le da el nombre de De gentilium et barbarorum generationibus (Sobre la filiación de los pueblos y los bárbaros). David Dumville, en un apéndice a su edición de la Historia Brittonum, la llama Genealogiae Gentium (Genealogías de los pueblos). Por último, Walter Goffart, en su edición de todos los manuscritos, le da el título de Generatio Gentium (Hijos de los pueblos).

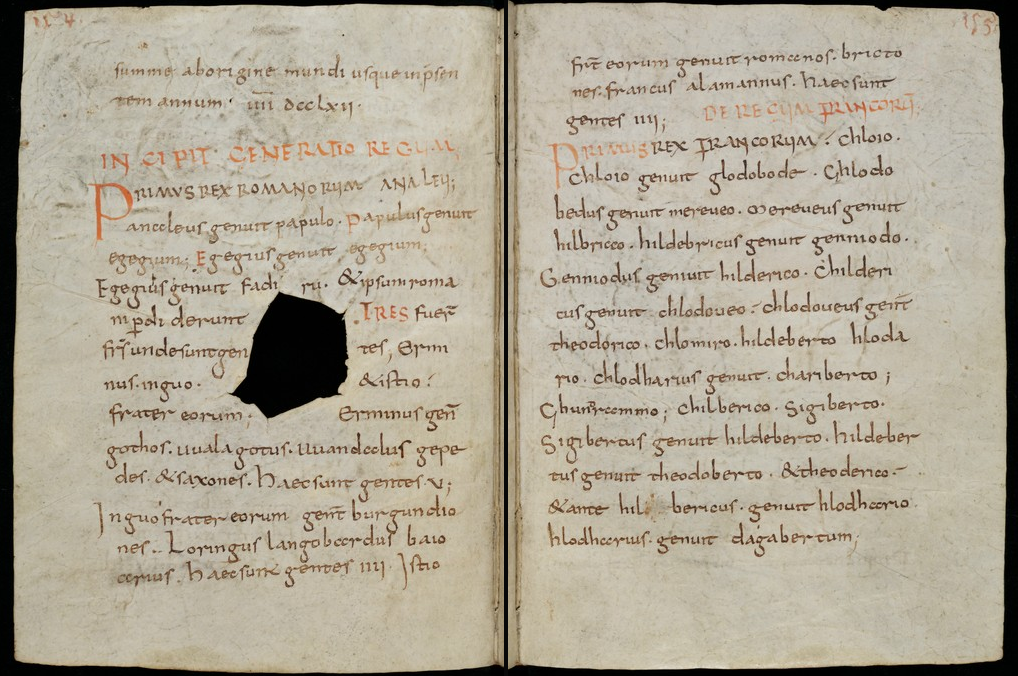
Ejemplar del monasterio de San Galo con una copia de La Tabla de los pueblos francos

En tres de los manuscritos, las Tablas se encuentran bajo una rúbrica o título. En el manuscrito de la abadía de San Galo es Incipit generatio regum (aquí comienza la generación de los reyes) y en el manuscrito de la Biblioteca Nacional francesa está bajo el título Item de regibus Romanorum (artículo sobre los reyes de los romanos). En el manuscrito de la abadía de Montecasino bajo la rúbrica de Hieronymus in cronicis (Jerónimo en las crónicas). Este título equívoco sugiere que el copista vio una conexión entre la Tabla y el Chronicon de Jerónimo.

## Orígenes

### Datación
Müllenhoff data la Tabla alrededor del año 520, mientras que Krusch se inclina por finales del siglo VII o principios del VIII al considerar que la lista de reyes romanos que acompaña al texto en algunos manuscritos es parte integrante del mismo y no puede ser anterior al periodo merovingio tardío. En la actualidad, la hipótesis de Müllenhoff es generalmente aceptada sobre la base de las siguientes consideraciones históricas: los vándalos y los gépidos desaparecieron como pueblos tras la conquista de sus reinos en 534 y 567 respectivamente. Los turingios y los burgundios fueron conquistados por los francos en 531 y 534, pero se mencionan junto a los entonces independientes lombardos. Estos últimos apenas eran conocidos antes de su derrota a manos de los hérulos en el año 510. Los bávaros tampoco son mencionados en ningún texto antes de la Getica de Jordanes en el año 551 o poco después. Se concluye que el texto debió de ser compuesto entre los años 510 y 531. La presencia de la lista de los reyes de Roma de algunos textos se considera que es un añadido posterior.

### Lugar de composición
Existen dos teorías acerca del lugar de redacción de la Tabla. Goffart su editor más reciente y Helmut Reimiyz se inclinan por su origen bizantino, mientras que Nicholas Evans se manifiesta por un origen italiano.
El principal argumento a favor del origen italiano es la referencia a Tácito. El redactor de la Tabla es el autor más antiguo que hizo uso de Germania antes del siglo IX a excepción de Casiodoro en la Italia ostrogoda. Esto es una evidencia de la presencia de Germania a principios del siglo VI. No hay certeza sobre la circulación de la Tabla en el Imperio bizantino, con la excepción de las  citas del Strategikon del emperador Mauricio en el siglo VI.Goffart,
El propio texto evidencia un origen bizantino y su propósito está relacionado con el interés de los emperadores Justino I y Justiniano I en sus intentos de restaurar el Imperio Romano de Occidente en la década del 520. Incluso puede considerarse al texto de las Tablas un vínculo directo con la llegada al poder de Justino en 518 o de Justiniano en 527. Para la época, un origen bizantino es consistente con una redacción del texto original en latín o griego.

### Autoría
El autor de la Tabla es anónimo, a pesar de las diversas teorías para determinar al menos su origen étnico, ninguna hipótesis es realmente concluyente. La Tabla ni ensalza ni denigra a ningún pueblo en particular. Müllenhoff aboga por una identidad franca, de ahí el nombre que dio a la Tabla. Sin embargo, este mismo  argumento podría aplicarse también a un autor de origen godo. Por su parte Ferdinand Lot sugiere que el autor sería un clérigo alano. Goffart sostiene que si el autor escribía en la Italia ostrogoda, debía ser romano y no godo. Para Evans, era un ostrogodo. Si, por el contrario, fuese bizantino, probablemente residiría en Constantinopla, la sede del gobierno. En apoyo de la hipótesis bizantina, Goffart sostiene que la Tabla representa "un panorama étnico de Occidente, visto desde el punto de vista de la metrópoli".

## Manuscritos

### Versiones
Actualmente se han localizado versiones de la Tabla en siete manuscritos diferentes, a seis de los cuales en el siglo XIX se les asignó una letra [ABCDEF] y al séptimo manuscrito se le asignó la letra [M] en el siglo XX.
A.Biblioteca de la Abadía de San Galo, 732, folios 154–155.
Escrito en minúscula carolingia en el primer tercio del siglo IX, no necesariamente en la misma abadía de San Galo. El códice contiene también una copia de la Lex Alamannorum, un par de tratados religiosos y otros textos cronológicos.
B. París, Biblioteca Nacional de Francia lat. 4628A, folio 5.
Escrito en minúscula carolingia en el siglo X en la abadía de Saint Denis. Se trata de un códice jurídico que incluye la Lex Salica y una lista de reyes francos. En el siglo XV se hicieron dos copias de este manuscrito, el Vaticanus Ottobonianus 3081 y el Paris lat. 4631.
C Roma, Biblioteca Apostólica Vaticana Vat. lat. 5001, folio 140V.
Escrito en letra gótica alrededor de 1300 probablemente en Salerno. Se trata de una copia de un texto en letra beneventana, del siglo X e incluso antes (hacia 974), también en el sur de Italia. Hay varias copias (Vat. lat. 5001 y Vat. lat. 5000). Los demás textos incluidos en el manuscrito se centran en el sur de Italia y son de carácter jurídico e histórico, como el Chronicon Salernitanum y la crónica de Erchemperto.
D París, Biblioteca Nacional de Francia lat. 609, folio 5V.
Manuscrito escrito en letra visigótica a principios del siglo IX, pero la Tabla propiamente dicha fue añadida como un folio en blanco en el siglo X u XI incluida como parte de alguna joca monachorum.

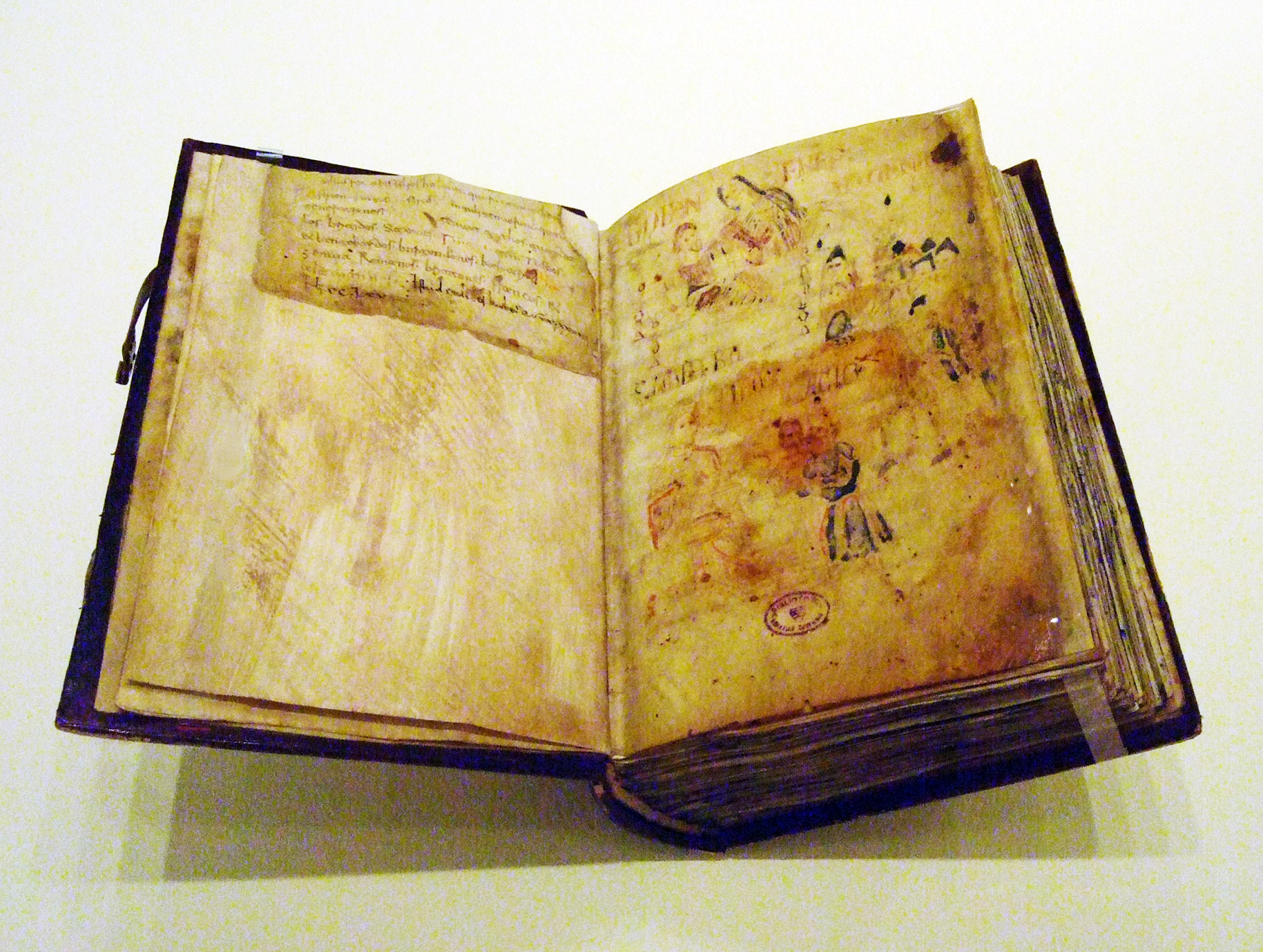
Manuscrito E: página izquierda: Tabla de los pueblos francos. Página derecha Origo gentis Langovardorum.

E Cava de' Tirreni, Abadía territorial de la Santísima Trinidad de Cava de' Tirreni  4 (22) en folio 1.
Escrito en letra benaventana hacia 1005, probablemente en Benevento. Se trata del Codex legum Langovardorum, un conocido e ilustrado manuscrito del Origo gentis Langobardorum y del Edicto de Rotario en el que la Tabla fue insertada posteriormente antes del primer folio, probablemente por los compiladores originales.
F Karlsruhe, Badische Landesbibliothek, Reichenau CCXXIX (Codex Augiensis 229), folio 184.
Manuscrito que parece haber sido escrito íntegramente en Italia después de principios de 821, fecha que aparece en el texto, y probablemente antes de 822, cuando parece haber sido catalogado en la biblioteca de la abadía de Reichenau. Al parecer, contiene una referencia a la destrucción de la ciudad de Chieti en el año 801 y de otra ciudad en el 805 durante la guerra entre el rey Pipino de Italia y el príncipe Grimoaldo III de Benevento, lo que sugeriría un origen en los Abruzos. Los textos en minúscula carolingia se añadieron posteriormente, presumiblemente en Reichenau. Incluye textos sobre la determinación de la fecha de Pascua, así como textos de carácter cronológico, teológico y gramatical, en particular varios textos de Isidoro de Sevilla, una crónica falsamente atribuida a Jerónimo y un mapamundi.
M Montecasino, Archivo de la Abadía, 384, folio 136.
Escrito en letra benaventana a principios del siglo X con algunos añadidos posteriores. Forma parte de un florilegio de otros escritos clásicos y patrísticos. La letra M proviene de la primera letra de esta versión de la Tabla, cuyo texto comienza con: Mulius rex....
Si agrupamos los manuscritos según su origen, ABCD procederían del norte de los Alpes, mientras que EMF serían originarios de Italia. El AB y el CEM parecen derivar de la misma fuente. Los manuscritos podrían agruparse de otras maneras. ACDEF tratan la Tabla como material de relleno sin relación con el resto del contenido, mientras que BM la integra parcialmente con el conjunto de los otros textos. Se encuentra en compañía de textos históricos en A, textos legales en BCE y textos sagrados en DFM. Además, los textos E y M son idénticos, probablemente porque M sirvió de modelo para E.

### Historia Brittonum
La Tabla se incluyó en la Historia Brittonum (redactada hacia el año 830), en la que está plenamente integrada en una serie de textos genealógicos. Al igual que en los manuscritos EMF, en la Historia Brittonum la genealogía principal está vinculada a un único progenitor romano real. Este texto es la única obra anterior al siglo XIX que utiliza la Tabla. Hay tres versiones gaélicas de la Tabla: Lebor Bretnach, una traducción de la Historia de mediados del siglo XI; Lebor Gabála Érenn, una recensión de la compilación histórica de finales del siglo XI; y Sex aetates mundi un texto irlandésdel siglo XI. En el siglo XII, el canónigo Lamberto de Saint-Omer incluyó la Tabla tal como aparecía en la Historia en su enciclopédico Liber Floridus. Otro autor del siglo XII, Godofredo de Monmouth, utilizó el material genealógico de la Historia Brittonum, incluida la Tabla de los Pueblos Francos.

## Transmisión
Las relaciones entre Bizancio y los reinos francos fueron especialmente intensas durante el reinado de Teodeberto I (534-548) y en la última parte del siglo, lo que habría facilitado la transmisión de textos como este.. Todos los ejemplares de la Tabla existentes proceden de una única copia franca escrita probablemente a finales del siglo VI o del VII. Ninguno es anterior al periodo carolingio y dos de los manuscritos (A y B) proceden del Imperio carolingio. Ambos sitúan la Tabla entre una lista de mandatarios de Roma y otra de los gobernantes francos. Fuera del reino franco, el texto circuló también en Italia.
En todos los manuscritos, la Tabla es un apéndice de otros textos. En los manuscritos A y B, es continuación de una lista de reyes de Roma y precede a una lista de reyes francos; en el manuscrito C, sigue a una lista de legisladores francos y bávaros; en el manuscrito D, es una respuesta a la última de las ocho preguntas de una joca monachorum; finalmente, en los manuscritos E, M y F, la genealogía principal está vinculada a un único antecesor romano de origen real. 

## El texto

### Primera versión accesible
La Tabla circuló como un texto vivo, es decir, un texto en el que cada copia se convierte en una nueva edición y no sólo en una mera réplica del original. Este hecho imposibilita deducir la versión primigenia a partir de los ejemplares conservados. Goffart propone lo que denomina la "versión más primigenia", esencialmente una composición de lo que es común a todos los ejemplares.

Tres fuerunt fratres, primus Erminus, secundus Inguo, tertius Istio. Inde adcreuerunt gentes XIII. Primus Erminus genuit Gothos, Walagothos, Wandalos, Gepedeos, et Saxones. Inguo genuit Burgundiones, Turingos, Langobardos, Baioarios. Istio genuit Romanes, Brittones, Francos, Alamannos.
Eran tres hermanos, el primero Herminio, el segundo Inguo, el tercero Histio. De ellos derivaron los trece pueblos. Herminio originó a godos, godos extranjeros, vándalos, gépidos y sajones. Inguo originó a burgundios, turingios, lombardos y bávaros. Histio originó a romanos, britanos, francos y alamanes.

## Análisis
Los nombres de los tres hermanos proceden de la obra Germania de Tácito, según la cual el "padre de la raza[Germánica]" que se llamaba Mannus, tuvo tres hijos que dieron nombre a los tres principales linajes de los germanos: los Ingaevones ("el pueblo más cerca del océano"), los Herminones ("los del centro") y los Istaevones ("el resto"). La Tabla no menciona a Mannus y los nombres dados a los hermanos no se encuentran en Tácito, sino que se derivan de los nombres que éste da a los pueblos.
Los trece pueblos citados en la Tabla son contemporáneos del autor. La selección no procede de Tácito ni incluye nombres anacrónicos. Si se trata de un intento de enumerar los pueblos germánicos, el autor creía que romanos y britanos estaban incluidos. También es posible que pensara que "Germani" era sinónimo de "occidentales" o "europeos", aunque los vándalos ya moraban en África en esa época.
Los dos primeros pueblos que se nombran, godos y walagoths (godos extranjeros) probablemente se correspondan a los ostrogodos y a los visigodos. En aquella época era infrecuente utilizar la palabra visigodo para referirse a este pueblo y es de suponer que un redactor de habla germánica en el reino franco sustituyera el vocablo visigodo por otra palabra más familiar. En este caso, "extranjero" debe entenderse como "que habla una lengua románica" y se referiría a los visigodos "romanizados" instalados en Hispania y sur de la Galia.
La correspondencia entre los pueblos contemporáneos del autor y las categorías proporcionadas por Tácito se basa en su descripción de estos pueblos. Así, el autor de la Tabla optó por interpretar que "los del centro" significaban "los más importantes" y así clasificó a los Herminones en este primer grupo. A excepción de los sajones, forman un grupo de cuatro pueblos que aparece con frecuencia en la literatura bizantina. Procopio, en su obra Historia de las guerras define a godos, vándalos, visigodos y gépidos como las "naciones góticas" que "proceden todas de una misma tribu". El mismo cuarteto se cita también en la Vida de San Sabas de Cirilo de Escitópolis, escrita hacia el año 556. Los cuatro pueblos eran cristianos arrianos, enemigos del Imperio bizantino a principios de siglo VI. Además de la Tabla, este cuarteto también es mencionado por otros cronistas bizantinos como Teófanes el Confesor (c. 800), Landulfo Sagax (c. 1000) y Nicéforo Calixto. La inclusión de los sajones en este grupo probablemente sea un añadido tardío de un copista franco.
El segundo grupo, los ingaevones ("los cercanos al océano"), se referirían a los pueblos del norte de Italia y del este de la Galia. El tercer grupo ("el resto") eran los pueblos más occidentales, formados por germánicos y no germánicos, es decir, los pueblos de los reinos francos. Hay que tener en cuenta que la Tabla fue escrita poco después de la muerte de Clodoveo I (511), fundador del reino franco merovingio, en un momento en que su supervivencia era incierta y los pueblos que lo componían parecían gozar de mayor autonomía.